# Tunel Radejčín
Tunel Radejčín je dálniční tunel na dálnici D8 na území obcí Prackovice nad Labem a Řehlovice, na rozhraní okresů Litoměřice a Ústí nad Labem, v Českém středohoří, resp. v Kostomlatském středohoří. Nachází se v katastrálních územích Prackovice nad Labem, Dubice nad Labem a Radejčín.

## Historie
Výstavba úseku dálnice D8 přes České středohoří mezi Lovosicemi a Řehlovicemi o délce 16,4 km byla zahájena v říjnu 2007. Předcházely jí spory s ekologickými sdruženími a organizacemi o vedení dálnice, které pokračovaly i během realizace. Původní termín otevření úseku 2010 se tak dodržet nepodařilo. Výstavbu celého úseku realizovalo sdružení společností Eurovia CS, Metrostav, SMP CZ a Berger Bohemia, celkové náklady dosáhly výše 9 miliard korun. Stavba samotného tunelu Radejčín, kterou prováděla firma Metrostav, započala v dubnu 2009, ražba probíhala od září 2009 do srpna 2010.
Zatímco část z Lovosic do Bílinky byla otevřena v roce 2012, zprovoznění zbývající části zkomplikoval sesun svahu během povodní v roce 2013. Musel tak být odstraněn rozsáhlý zával, na což navázala sanace svahu a kompletní obnova zničeného úseku dálnice o délce asi 200 m. Celý dálniční úsek z Bílinky do Řehlovic byl i s tunelem Radejčín slavnostně zprovozněn 17. prosince 2016.

## Popis
Dálniční tunel se dvěma dvoupruhovými tubusy délek 620 m (pravý) a 600 m (levý) navazuje ve směru od Prahy na most přes potok a podchází plochý Radejčínský hřbet s rozhlednou Radejčín. Obě tunelové trouby byly raženy novou rakouskou tunelovací metodou, přičemž ražená část u obou tubusů dosahuje délky 446 m; zbylé části u portálů byly hloubeny.